# Dschengisch Tschokusu
Der Dschengisch Tschokusu; kirgisisch Жеңиш Чокусу; in China: Tomur Feng (chinesisch 托木爾峰 / 托木尔峰, Pinyin Tuōmù’ěr Fēng); auch: Pik Pobedy bzw. Pik Pobeda (russisch für „Sieges-Gipfel“ in Anlehnung an den sowjetischen Sieg im Zweiten Weltkrieg), ist mit 7439 m der höchste Berg im Tian Shan und auch der höchste Berg Kirgisistans.

## Lage
Außerdem wird er oft als „der nördlichste Siebentausender der Welt“ bezeichnet. Geografisch exakt ist das jedoch der nördlicher gelegene Khan Tengri (7010 m), der als 7000er anerkannt ist, obwohl er ohne seine Eiskappe nur 6995 Meter misst.
Der Dschengisch Tschokusu ist vergletschert und liegt auf der Grenze zwischen Kirgisistan und der Volksrepublik China, östlich des Sees Yssyk-Köl, ca. 15 km südlich des zweithöchsten Gipfels im Tian Shan, des Khan Tengri, der bis 1944 für den höchsten Gipfel im Tian Shan gehalten wurde. Die chinesische Hälfte des Berges liegt im Kreis Aksu Konaxeher des Regierungsbezirks Aksu im Uigurischen Autonomen Gebiet Xinjiang und wird vom Tomur-Naturreservat dominiert. An der Nordflanke strömt der Swjosdotschka-Gletscher (kirgisisch Жылдызча мөңгүсү / Dschyldystscha möngüssü), ein Tributärgletscher des Südlichen Engiltschek-Gletschers. An der Südostflanke erstreckt sich der Westliche Tschong-Terek-Gletscher, an der Südwestflanke der Östliche Temirsugletscher.

## Besteigungsgeschichte
Die Erstbesteigung erfolgte wahrscheinlich 1956 durch eine Mannschaft von Witali Abalakow. Es ist nicht auszuschließen, dass bereits am 19. September 1938 Leonid Gutman, Jewgeni Iwanow und Alexander Sidorenko auf dem Gipfel standen. Allerdings verschätzten sie sich um über 500 m und glaubten, sich auf nur 6930 m Höhe zu befinden. Die erste Winterbesteigung gelang am 2. Februar 1990 einem internationalen Team. Waleri Chrischtschaty, Sergei Bogomolow, Gennadi Bogomolow, Sergei Owtscharenko und Gennadi Michailow erreichten den Gipfel. Anatoli Bukrejew hatte zuvor auf einer Höhe von 7400 Metern umkehren müssen. Die zweite Winterbesteigung glückte einem kirgisischen Team am 8. Februar 2017.
Der Berg ist einer der fünf auf dem Gebiet der ehemaligen UdSSR liegenden Siebentausender-Gipfel. Der Schneeleopard-Orden wurde an die Bergsteiger verliehen, die alle fünf Gipfel bezwungen haben.

## Nebengipfel
Auf dem Bergkamm des Dschengisch Tschokusu befinden sich mehrere Nebengipfel:
4,2 km westlich des Hauptgipfels liegt der Pik (Jawaharlal) Nehru (oder Neru; russisch Пик Джавахарла́л Не́ру, 6742 m ⊙), benannt nach dem indischen Ministerpräsidenten Jawaharlal Nehru.
2,5 km westlich vom Hauptgipfel liegt der Pik Wascha-Pschawela (oder Westgipfel, 6918 m ⊙), benannt nach dem georgischen Schriftsteller und Naturphilosophen Wascha-Pschawela.
Der Ostgipfel (6762 m ⊙, Schartenhöhe 362 m) des Dschengisch Tschokusu befindet sich 4,65 km östlich vom Hauptgipfel. An dessen Nordostgrat fällt der Gebirgszug zum 5488 m hohen Tschong-Terek-Pass ab. Dort liegt der östliche Endpunkt des Kokschaal-Tau.

## Karten
- Blatt 0/15 Khan Tengri – Tien Shan, Kyrgyzstan, Alpenvereinskarte 1:100.000